# Bavayia septuiclavis
Bavayia septuiclavis е вид влечуго от семейство Diplodactylidae. Видът е почти застрашен от изчезване.

## Разпространение
Разпространен е в Нова Каледония.